# HMS Hunter (H35)
Lo HMS Hunter (pennant number H35) fu un cacciatorpediniere della Royal Navy britannica appartenente alla classe H, entrato in servizio nel settembre 1936.
Attivo durante la guerra civile spagnola nelle missioni di contrasto al contrabbando di armi, prese poi parte alla seconda guerra mondiale operando nel teatro del Mare del Nord e nelle prime fasi della campagna di Norvegia; il 10 aprile 1940 l'unità partecipò alla prima battaglia navale di Narvik, durante la quale fu affondata dal tiro di cacciatorpediniere tedeschi.

## Storia

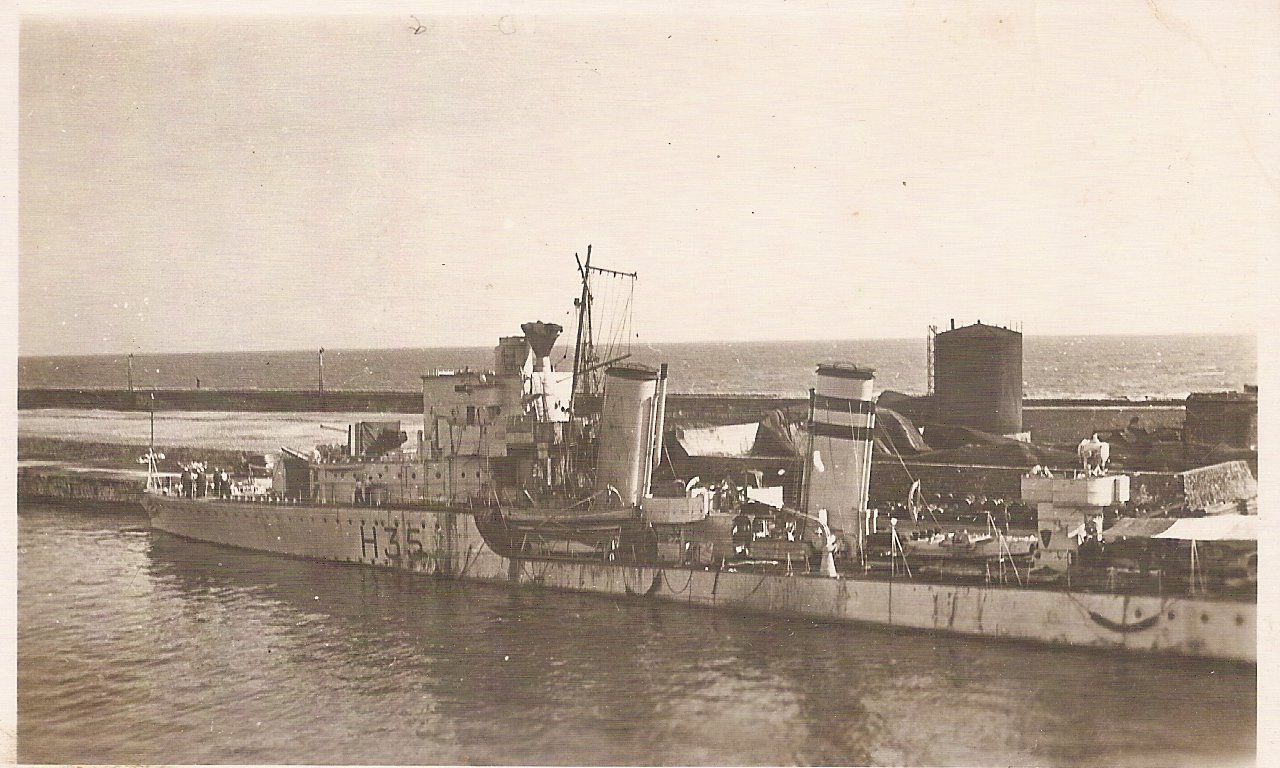
L'Hunter a Malta nel maggio 1937 dopo i danni patiti per l'urto con una mina al largo di Almería

Ordinata il 13 dicembre 1934 ai cantieri della Swan Hunter di Wallsend, la nave fu impostata il 27 marzo 1935 e varata il 25 febbraio 1936 con il nome di Hunter ("Cacciatore" in lingua inglese), diciassettesima unità della Royal Navy a portare questo nome; l'unità entrò poi in servizio il 30 settembre 1936.
Assegnata alla 2nd Destroyer Flotilla della Mediterranean Fleet, la nave partecipò alle missioni di lotta al contrabbando di armi approntate, sotto l'egida del cosiddetto "Comitato per il non intervento", dalle grandi potenze europee nelle acque della Spagna durante il periodo della guerra civile; il 13 maggio 1937, mentre pattugliava le acque a sud di Almería, il cacciatorpediniere finì in un campo di mine navali depositato alcuni giorni prima da unità nazionaliste: l'esplosione di un ordigno causò gravi danni oltre a otto morti e 24 feriti tra l'equipaggio. L'Hunter fu portato in salvo ad Almería dal gemello HMS Hyperion e poi rimorchiato prima a Gibilterra e quindi a Malta per lavori di riparazione durati fino al novembre 1938.
Allo scoppio della seconda guerra mondiale nel settembre 1939, l'Hunter era dislocato a Freetown sulla costa occidentale dell'Africa per svolgere missioni di scorta ai convogli navali britannici e di caccia ai violatori di blocco tedeschi, intraprendendo anche varie crociere attraverso l'oceano Atlantico fino alla base di Bermuda; dopo diverse missioni di scorta al traffico navale nella zona delle Indie occidentali britanniche tra il dicembre 1939 e il gennaio 1940, l'unità rientrò nel Regno Unito il 2 febbraio e fu messa in cantiere a Falmouth per lavori di manutenzione di routine. Rientrata in servizio il 9 marzo, la nave fu assegnata alla Home Fleet con il resto della 2nd Destroyer Flotilla, facendo base nel porto di Scapa Flow e operando come unità di scorta nel Mare del Nord.
Alla fine del marzo 1940 l'Hunter fu destinato all'operazione Wilfred, il minamento delle acque della Norvegia settentrionale intrapreso dalla Royal Navy per negare ai tedeschi l'importante rotta commerciale che faceva capo al porto di Narvik. L'Hunter fece da scorta a una formazione di cacciatorpediniere britannici inviata a minare le acque del Vestfjord tra il 7 e l'8 aprile, ma con il resto della 2nd Destroyer Flotilla fu richiamato dopo che i tedeschi ebbero lanciato, in contemporanea all'azione britannica, un'invasione anfibia dei principali porti norvegesi; quello stesso 8 aprile l'Hunter assistette allo scontro tra l'incrociatore da battaglia HMS Renown e le navi da battaglia tedesche Scharnhorst e Gneisenau al largo delle isole Lofoten, conclusosi con il ritiro delle unità nemiche.
Informato dell'avvenuto sbarco di reparti tedeschi nel porto di Narvik, il comandante della 2nd Destroyer Flotilla capitano Bernard Warburton-Lee ricevette l'ordine di condurre i cinque cacciatorpediniere della sua formazione in una missione di ricognizione all'interno dell'Ofotfjord per investigare sull'accaduto. Nelle prime ore del 10 aprile le navi di Warburton-Lee risalirono il fiordo e sorpresero una formazione di dieci cacciatorpediniere tedeschi fermi all'àncora nel porto di Narvik: il comandante britannico attaccò con decisione, e nel giro di pochi minuti la HMS Hardy silurò e affondò il cacciatorpediniere tedesco Z21 Wilhelm Heidkamp mentre lo Hunter faceva lo stesso con il pari tipo Z22 Anton Schmitt. Dopo un confuso scontro a fuoco con altre unità nemiche, la formazione britannica invertì la rotta e si ritirò lungo l'Ofotfjord, ma quasi al centro del fiordo fu attaccata dai cacciatorpediniere tedeschi Z2 Georg Thiele e Z11 Bernd von Arnim: la Hardy fu centrata in pieno da vari colpi di cannone e, senza controllo, finì con l'arenarsi contro la costa. I tedeschi concentrarono quindi il tiro sulla seconda unità della linea britannica, l'Hunter: raggiunto da numerosi colpi, il cacciatorpediniere si incendiò e prese a virare senza controllo, finendo per essere speronato dall'unità che lo seguiva nella linea, il cacciatorpediniere HMS Hotspur.
L'Hotspur riuscì in qualche modo a districarsi dal relitto del condannato Hunter, che affondò infine nella posizione 68º 20' N, 17º 04' E; tra l'equipaggio si contarono 107 morti nell'azione e altri cinque deceduti successivamente per le ferite, mentre i 46 superstiti presi prigionieri dai tedeschi furono poi rilasciati il 13 aprile e rimpatriati attraverso la Svezia. Il relitto dell'Hunter fu localizzato con precisione solo il 3 marzo 2008 durante un'esercitazione condotta dal cacciamine norvegese Tyr: due giorni dopo il luogo fu quindi marcato come cimitero di guerra nel corso di una breve cerimonia.